# Jan Baystak
Jan Piotr Baystak (ur. 22 kwietnia 1907 w Kołaczycach, zm. 26 czerwca 1971 – mgr filozofii.
Urodził się 22 kwietnia 1907 r., jako syn Jakuba (1855-1935) i Marii z Leśniaków (1874-1940).
Uczęszczał do szkoły podstawowej w Kołaczycach. W roku 1918 rozpoczął naukę w jasielskim gimnazjum. Mieszkał w bursie zmuszony trudnymi warunkami materialnymi, gdzie udzielał korepetycji innym uczniom gimnazjum, dzięki czemu sam mógł się kształcić, a nawet pomagać rodzeństwu. Egzamin dojrzałości złożył w 1926 r.

## Okres studiów
W 1926 roku rozpoczął studia teologiczne w Krakowie. Na drugim roku przerwał je ze względu na chorobę. Po powrocie do zdrowia podjął pracę korepetytora w jasielskiej bursie. Udzielał się w życiu kulturalnym Jasła.
Później podjął studia na Wydziale Filozoficznym Uniwersytetu Jagiellońskiego w Krakowie, kierunek - filologia (klasyczna). Ukończył je ze stopniem magistra filozofii w 1935 r. Równocześnie kontynuował studia pedagogiczne. Dzięki nim uzyskał uprawnienia do nauczania w szkołach ogólnokształcących i seminariach państwowych i prywatnych. 
Jeszcze przed ukończeniem studiów w 1935 r. zatrudnił się w Prywatnym Gimnazjum Męskim Sanatoryjnym im. dr. Jana Wieczorkowskiego w Rabce. Egzamin państwowy nauczycielski złożył w 1937 r. W Rabce pracował do końca roku szkolnego 1938/1939. Następnie otrzymał angaż na stanowisko dyrektora Gimnazjum w Ropczycach.

## Działalność zawodowa
W pierwszych dniach wojny udał się do Lwowa. Przeżył tu agresję wojsk radzieckich na Polskę 17 września. Do Kołaczyc powrócił w listopadzie 1939 roku i podjął pracę w tajnym nauczaniu, którego struktury organizacyjne były podporządkowane Inspektoratowi w Jaśle. Wszechstronna wiedza pozwalała mu na nauczanie różnych przedmiotów. W sierpniu 1940 r. zawarł związek małżeński z mgr prawa Janiną Matuszewską z Kołaczyc, gdzie zamieszkał. 
Po II wojnie światowej, w lutym 1945 r. powstało Państwowe Koedukacyjne Gimnazjum w Kołaczycach. Z dniem 12 kwietnia 1945 roku stało się ono filią zakładu jasielskiego. Janowi Baystakowi powierzono równocześnie stanowisko zastępcy dyrektora Państwowego Gimnazjum i Liceum w Jaśle. Gimnazjum w Kołaczycach, samodzielnym zakładem stało się dopiero 18 lipca 1945 r. Funkcję dyrektora pełnił Jan Baystak. 
W 1953 r. z własnej inicjatywy zrezygnował z kierowania szkołą i podjął pracę jako nauczyciel. 
Zmarł nagle 26 czerwca 1971 r. w czasie uroczystości zakończenia roku szkolnego. Został pochowany na cmentarzu w Kołaczycach. 
Pośmiertnie został odznaczony Złotym Krzyżem Zasługi.